# Hans Nielsen (borgmester)
 For alternative betydninger, se Hans Nielsen. (Se også artikler, som begynder med Hans Nielsen)
Hans Nielsen (født 7. august 1896, død 12. april 1989) var borgmester og tidligere sognerådsformand i Herstedernes Kommune, nu kaldet Albertslund Kommune, valgt for Socialdemokratiet. Hans Nielsen var sognerådsformand for Herstedernes Kommune 1947-1964 og borgmester 1964-1968. Kommunen skiftede først navn til Albertslund Kommune i 1973. Hans Nielsen blev som uddannet malersvend ansat ved Vridsløselille Statsfængsel i 1919, hvor han endte som værkfører.